# Place du Panthéon
Place du Panthéon è una piazza nel V arrondissement di Parigi, che si estende davanti al Panthéon.
Era una delle poche piazze di Parigi, insieme a Place Vendôme e Rue de la Paix, che non conteneva alcuna vegetazione, fino alla sua riqualificazione completata nel 2018. La piazza ora presenta alberi in vaso.

## Posizione e accesso
Questa piazza si trova tra Place Sainte-Geneviève e Rue Clotilde, Rue Cujas, Rue Soufflot, Rue Clotaire, Rue d'Ulm e Rue Valette.

Mappa dei percorsi intorno al Pantheon.
Vista aerea.

## Origine del nome

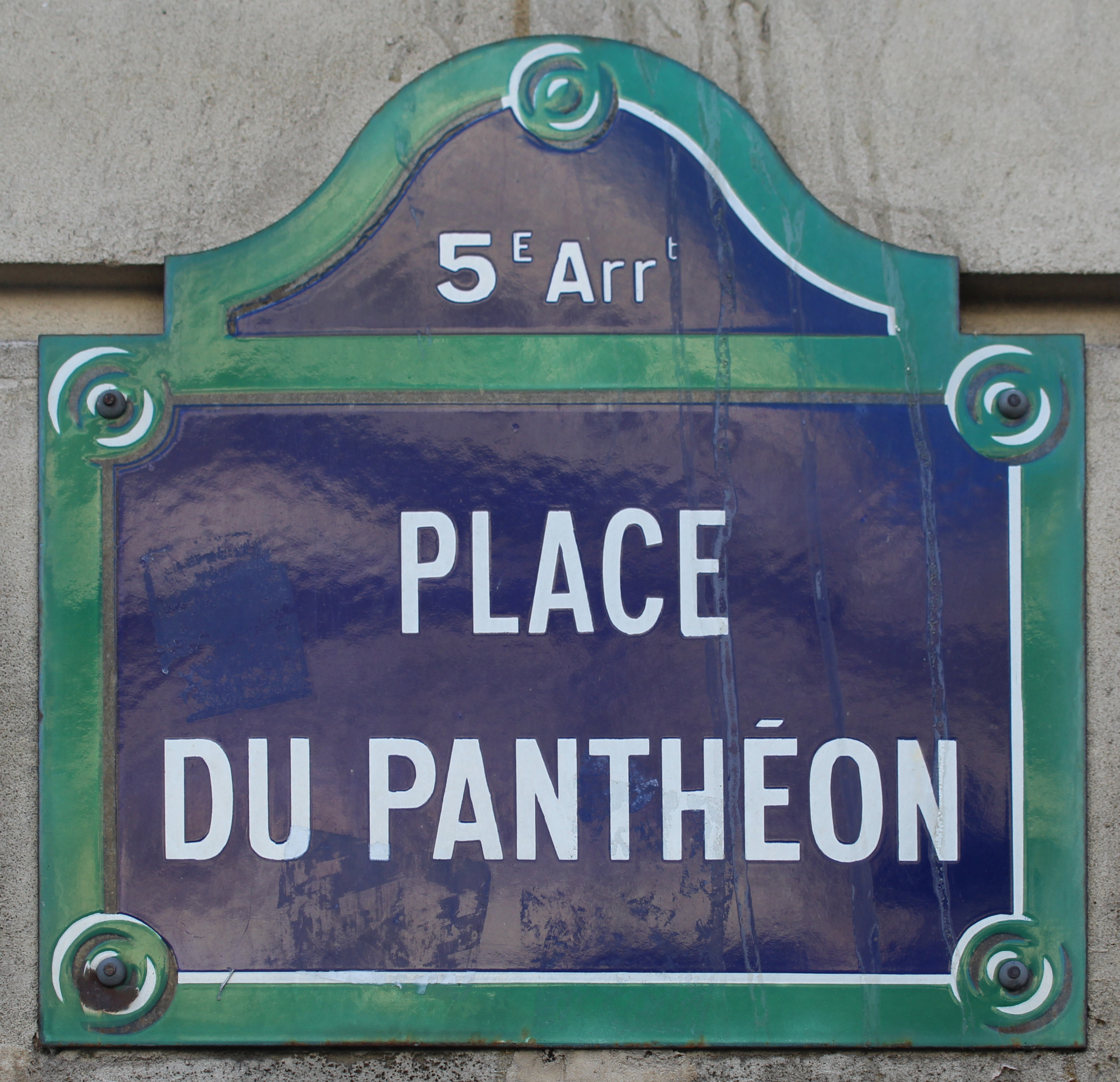
Targa della piazza.

È così chiamata perché circonda il Pantheon.

## Storia
Questa piazza progettata, con la rue Soufflot che la estende, dall'architetto del Panthéon e dalla scuola di diritto Clément-Germain Soufflot, fu iniziata intorno al 1770 sugli ex giardini dell'Abbazia di Sainte-Geneviève e sul sito del collegio di Lisieux i cui edifici acquistati nel 1758 furono demoliti nel 1762. La piazza e rue Soufflot assorbirono anche l'antica rue de la Bretonnerie, le cui case vicine furono demolite (ad eccezione dell'edificio al 3 di rue Soufflot).
Durante la Rivoluzione francese, gli edifici della Facoltà di Giurisprudenza furono trasformati in municipi, fino al 1805. Furono ampliati nel XIX e XX secolo.
L'apertura di rue Clotaire nel 1832, la costruzione del municipio del V arrondissement, dal 1844 al 1850, (il suo architetto, Hittorff, trasse ispirazione dalla scuola di diritto simmetrica sulla piazza), la costruzione degli edifici ai numeri 17-19 negli anni '40 dell'Ottocento fissarono la forma del suo lato sud precedentemente molto irregolare.
La piazza fu ampliata nella sua parte a nord del Pantheon dalla demolizione, nel 1844, degli edifici dell'ex collegio di Montaigu, sostituiti dalla biblioteca Sainte-Geneviève.
Originariamente si chiamava "Place Sainte-Geneviève“, prima di prendere il nome di "Place du Panthéon-Français" durante la Rivoluzione.
Nel 1815 fu ribattezzata "Place du Panteon".

Place du Panthéon sulle carte antiche
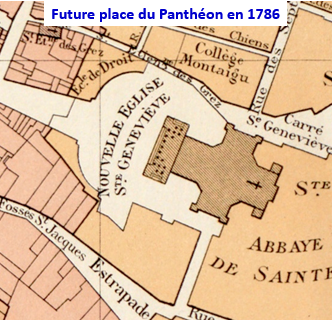
Place du Panthéon nel 1786.
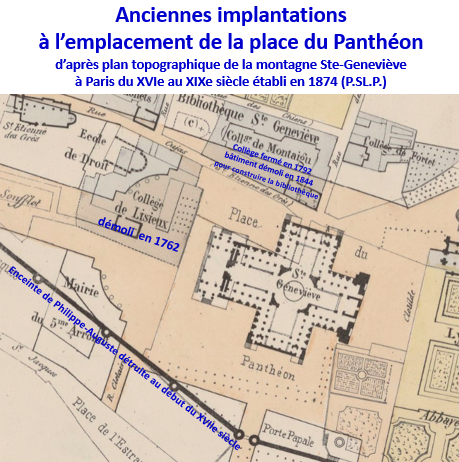
Posizioni di vecchi edifici sulla base di vecchie mappe.
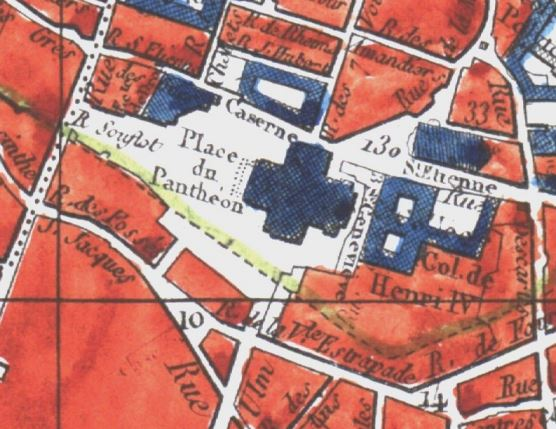
Place du Panthéon - mappa di Parigi di Ambroise Tardieu - 1839

La place du Panthéon intorno al 1900
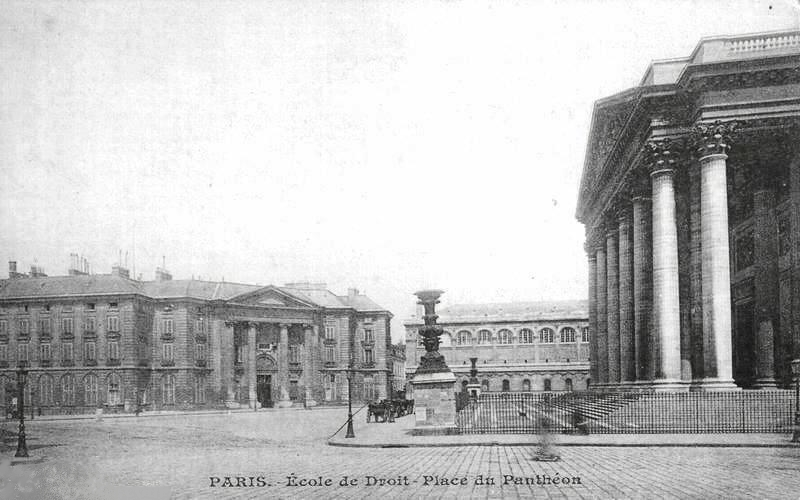
La piazza, lato nord-ovest, intorno al 1900. A destra, il Panthéon, a sinistra, la facoltà di giurisprudenza, e sullo sfondo, dietro il Panthéon, la biblioteca Sainte-Geneviève.
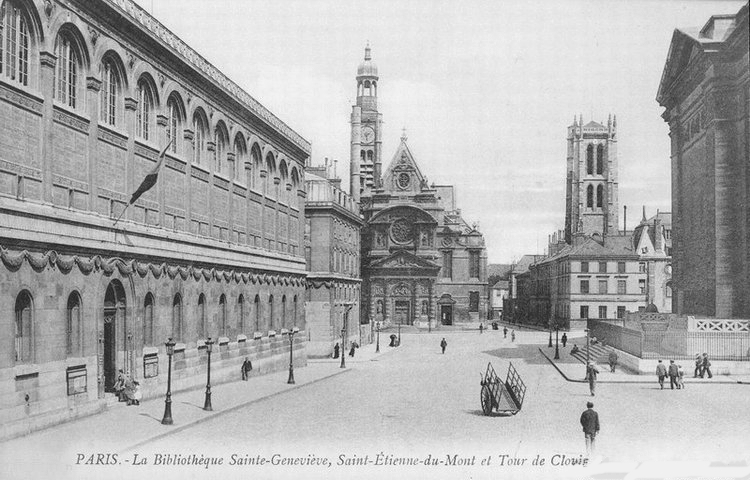
La piazza, lato nord-est, intorno al 1900. A destra, il Pantheon, a sinistra, la biblioteca Sainte-Geneviève, sullo sfondo, a destra, il Lycée Henri-IV, e a sinistra la chiesa di Saint-Étienne-du-Mont.

## Riqualificazione della piazza
Nel 2015 è stato lanciato un progetto di riqualificazione della Place du Panthéon, che si inserisce nel quadro più ampio dell'azione "Réinventons nos places!". Il principio è stato quello di "offrire spazi pedonali più ariosi e piacevoli" e "liberare la prospettiva intorno al Pantheon". L'idea iniziale di una completa pedonalizzazione è stata abbandonata nel 2017. Il sindaco del V arrondissement, Florence Berthout, ha affermato la sua preferenza per un'area di ritrovo per l'intera piazza, con traffico limitato a 20 km/h. Ha deplorato inoltre la forte riduzione del numero di parcheggi, in un quartiere che già ne è privo. Sono infatti non meno di 144 i posti auto che sono scomparsi. I lavori sono iniziati nell'estate del 2018 e sono costati 1 milione di euro.
Il sindaco del V arrondissement, inoltre, ha deplorato il "disastro estetico" della riqualificazione: sulla piazza sono stati infatti installati blocchi di granito (300), sei pedane in legno e tavoli da picnic, su iniziativa del collettivo femminista "Les MonumentalEs", che dal canto suo sostiene l'idea di "dè-normer la ville". Queste critiche si inseriscono nel quadro più ampio di una sfida al degrado dell'arredo urbano in tutta la capitale durante il mandato di Anne Hidalgo. Tuttavia, la petizione lanciata dal sindaco di quartiere ha ricevuto un numero limitato di firme e gli arredi in legno sono apprezzati dagli utenti degli istituti di istruzione secondaria e superiore e dalle biblioteche vicine. Durante l'estate del 2019, su questi arredo urbano, sono stati incisi 156 nomi di donne da un team guidato dall'artista Claire Courdavault, nell'ambito di un processo commemorativo sul posto delle donne nella società.

## Edifici notevoli e luoghi della memoria
- Pantheon
- Università Panthéon-Assas
- Pantheon-Università della Sorbona
- Biblioteca Sainte-Geneviève
- Chiesa di Saint-Étienne-du-Mont
- Lycée Henri-IV
- Statua di Pierre Corneille (a sinistra del monumento) e Jean-Jacques Rousseau (a destra).
- Nel 1906 vi fu installata la statua Il pensatore di Auguste Rodin. Divenuta simbolo di democrazia e luogo di ritrovo dei sindacati, preoccupò le autorità. Infine, nel 1922, sotto il Blocco Nazionale, fu trasferita al Museo Rodin[12].
- Numero 5: Edificio Art déco costruito dall'architetto Henri Belloc, firmato sulla facciata.
- Numero 6: 1927 edificio costruito dall'architetto Henri Delormel[13]; vi abitarono il compositore Maurice Duruflé e sua moglie l'organista Marie-Madeleine Chevalier; una targa rende loro omaggio.
- Numero 13: edificio progettato dall'architetto Henri Tassu, senza data ma firmato sulla facciata; ex sede dell'Istituto Ungherese di Parigi.
- Numero 15: 1898 edificio progettato dall'architetto Henri Tassu, firmato sulla facciata; Michel Butor colloca qui la residenza di Léon Delmont, eroe immaginario del suo romanzo La Modification che, pubblicato nel 1957 da Éditions de Minuit, ricevette lo stesso anno il premio Renaudot. Vi risiedeva invece il pittore Henry de Waroquier.
- Numero 17: Hotel des Grands Hommes, in un immobile del XVIII secolo. Lì visse, nella primavera del 1919, André Breton, il padre del surrealismo. André Breton e Philippe Soupault inventano lì la scrittura automatica e lì scrisseno il testo Campi magnetici. Sulla facciata dell'hotel è apposta una targa commemorativa che ricorda questo evento.
- Numero 21: Municipio del 5º arrondissement di Parigi.

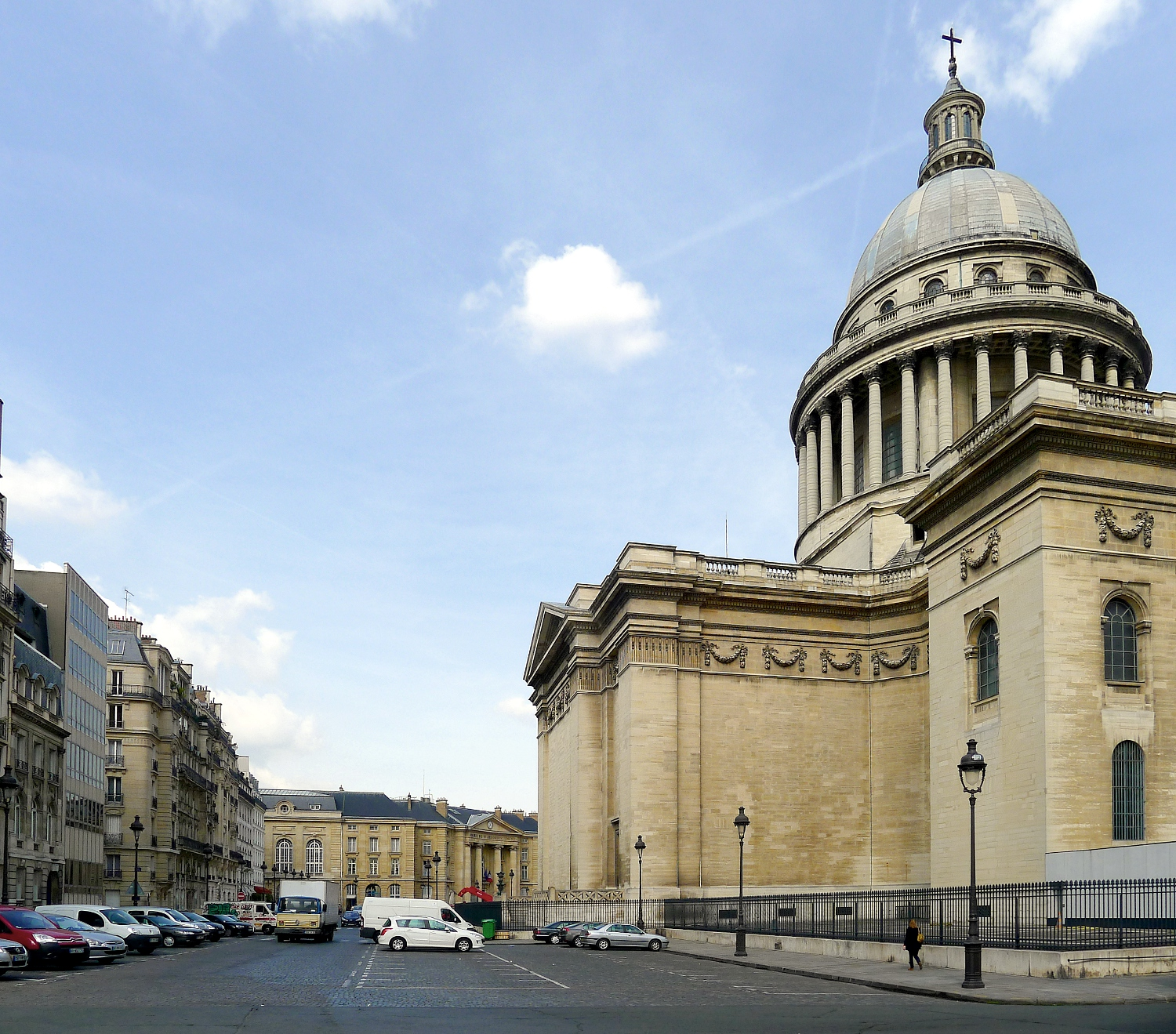
Lato sud della piazza; sullo sfondo, il municipio del V arrondissement.
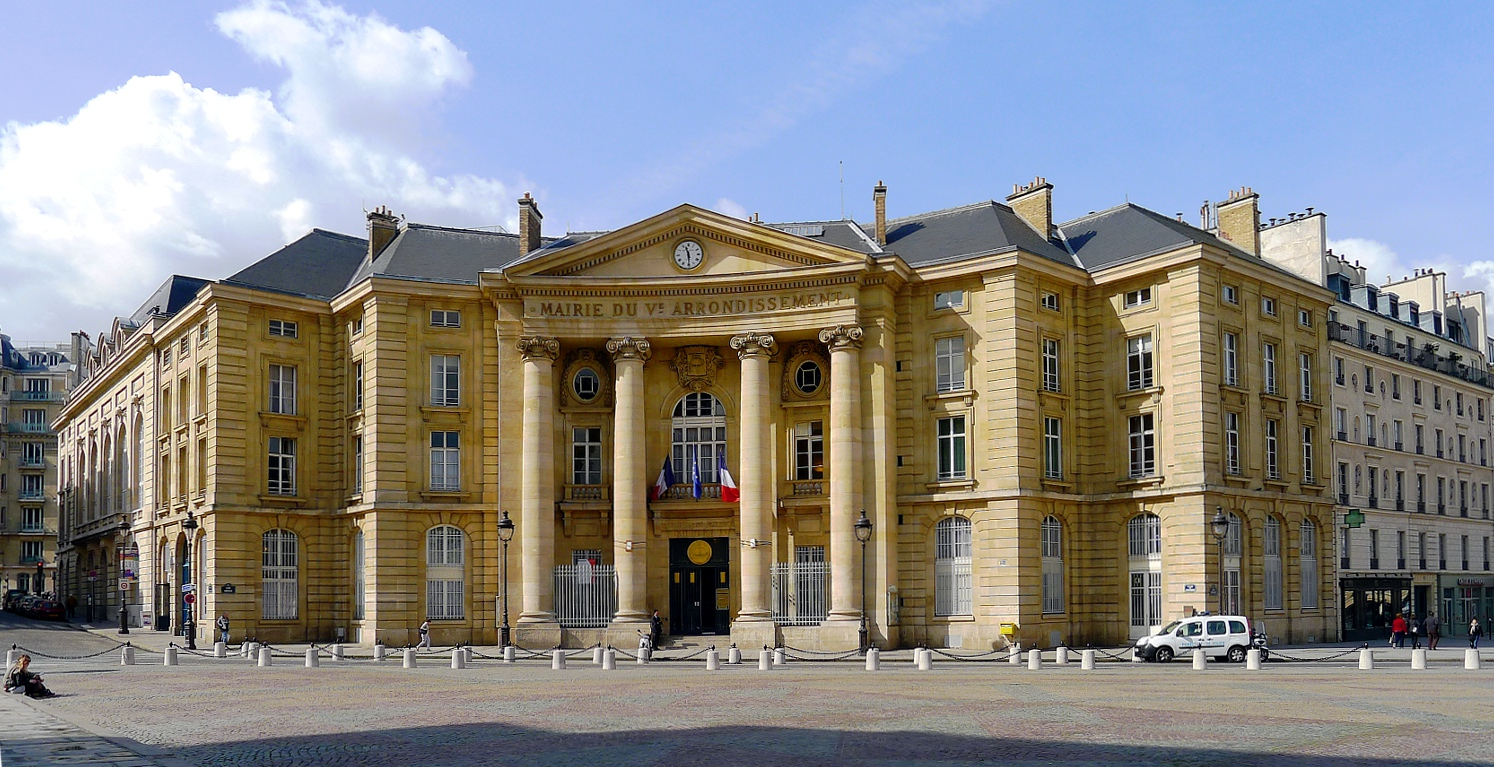
Municipio del V arrondissement nel sud-ovest della piazza.
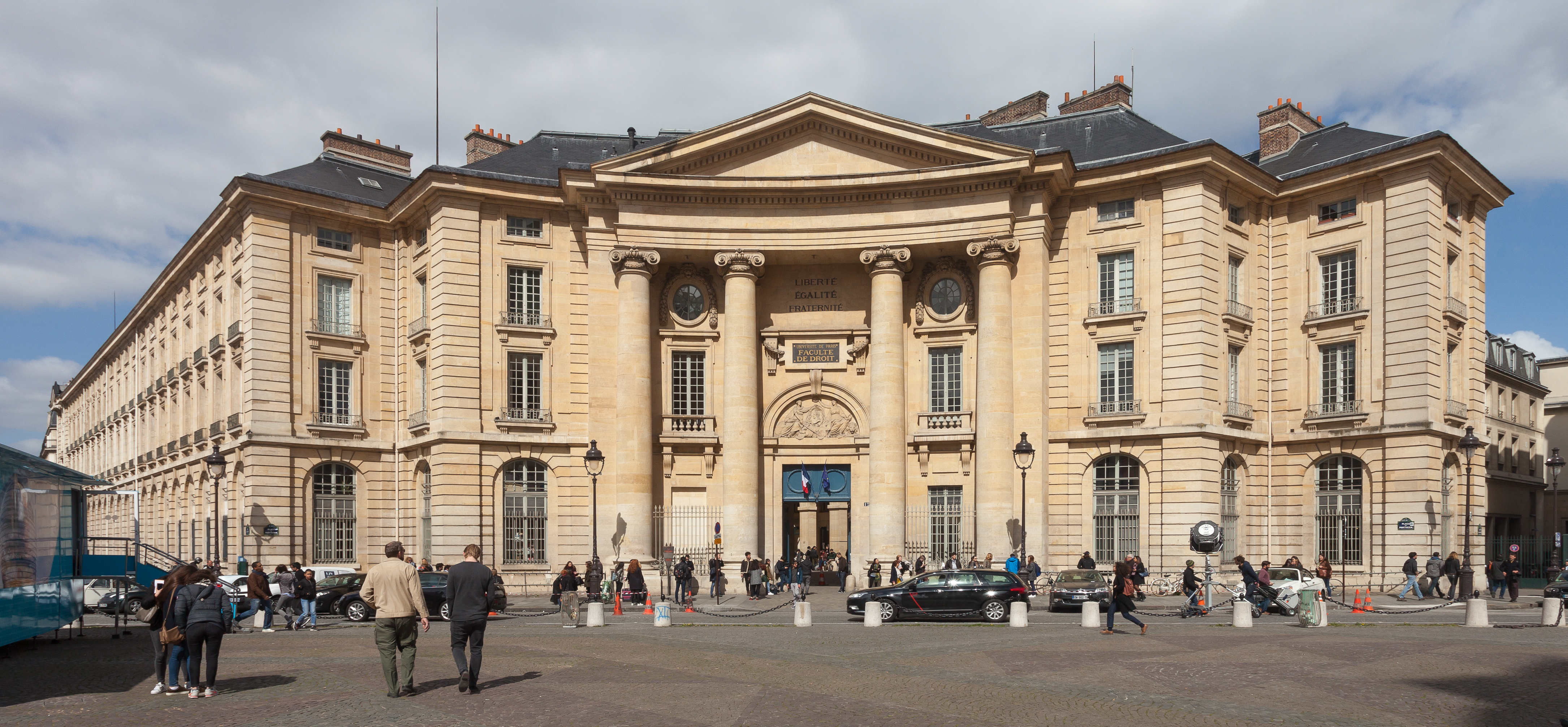
Università nel sud-est.
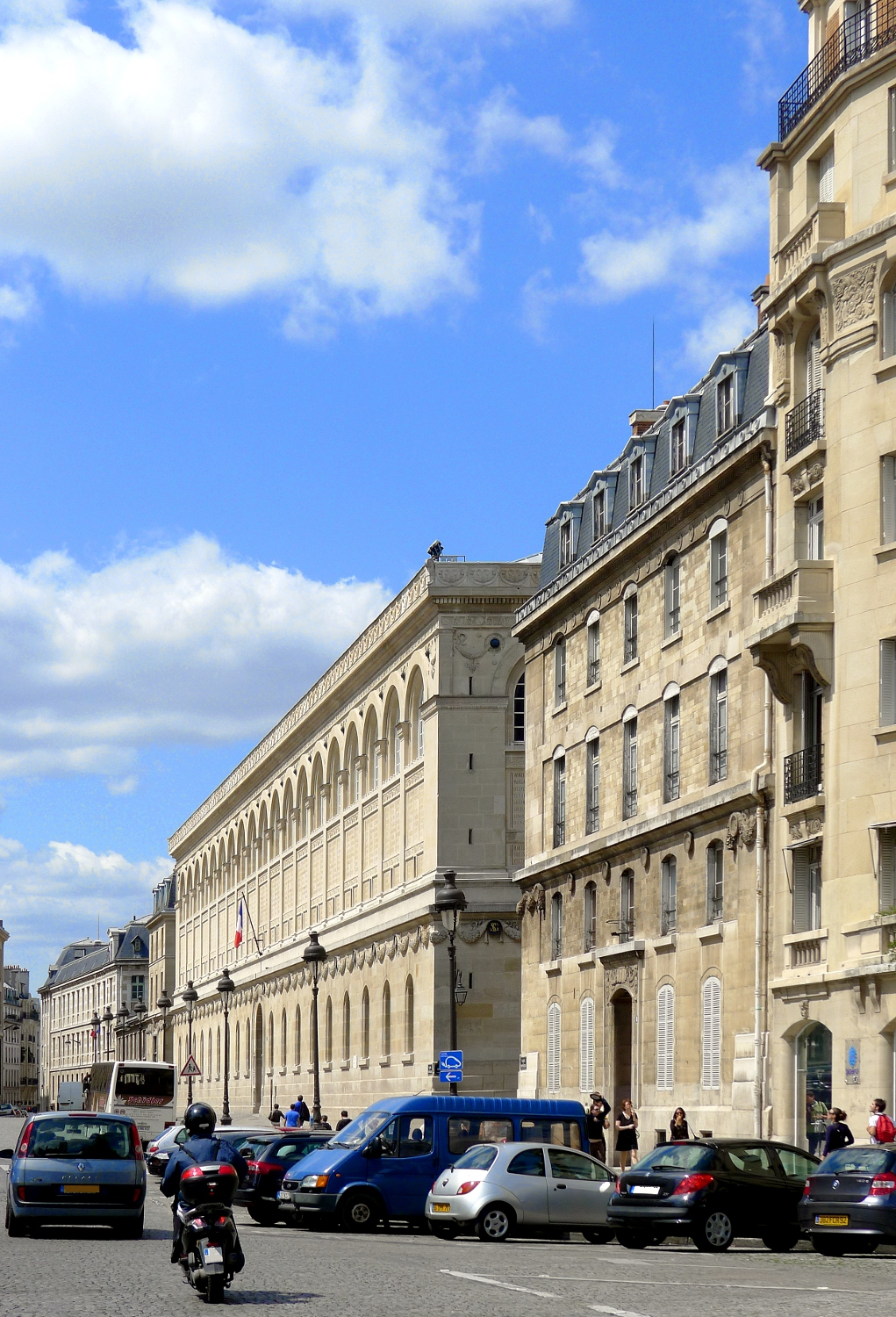
Lato nord, con la biblioteca Sainte-Geneviève.
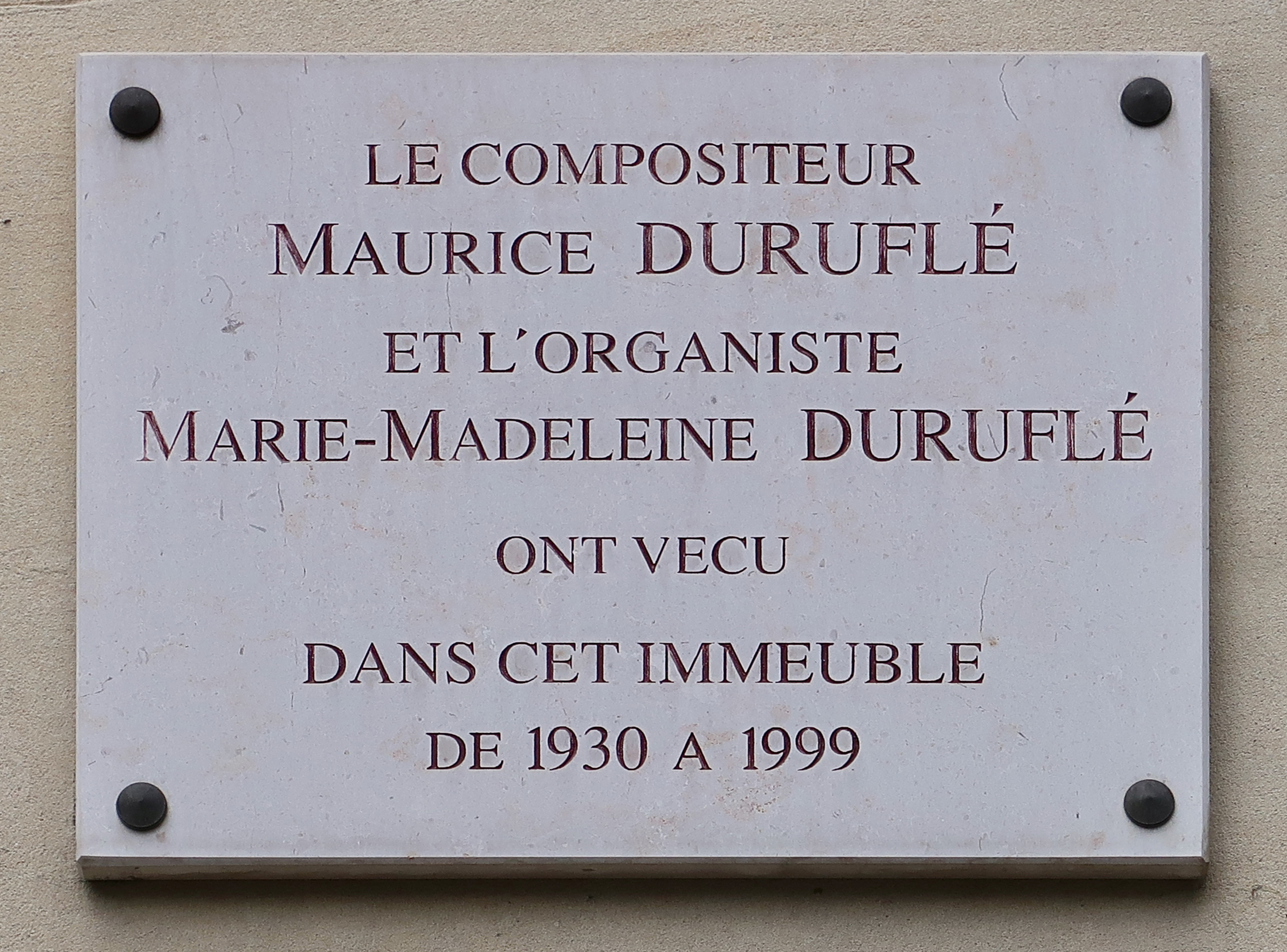
Targa sull'edificio al numero 6.
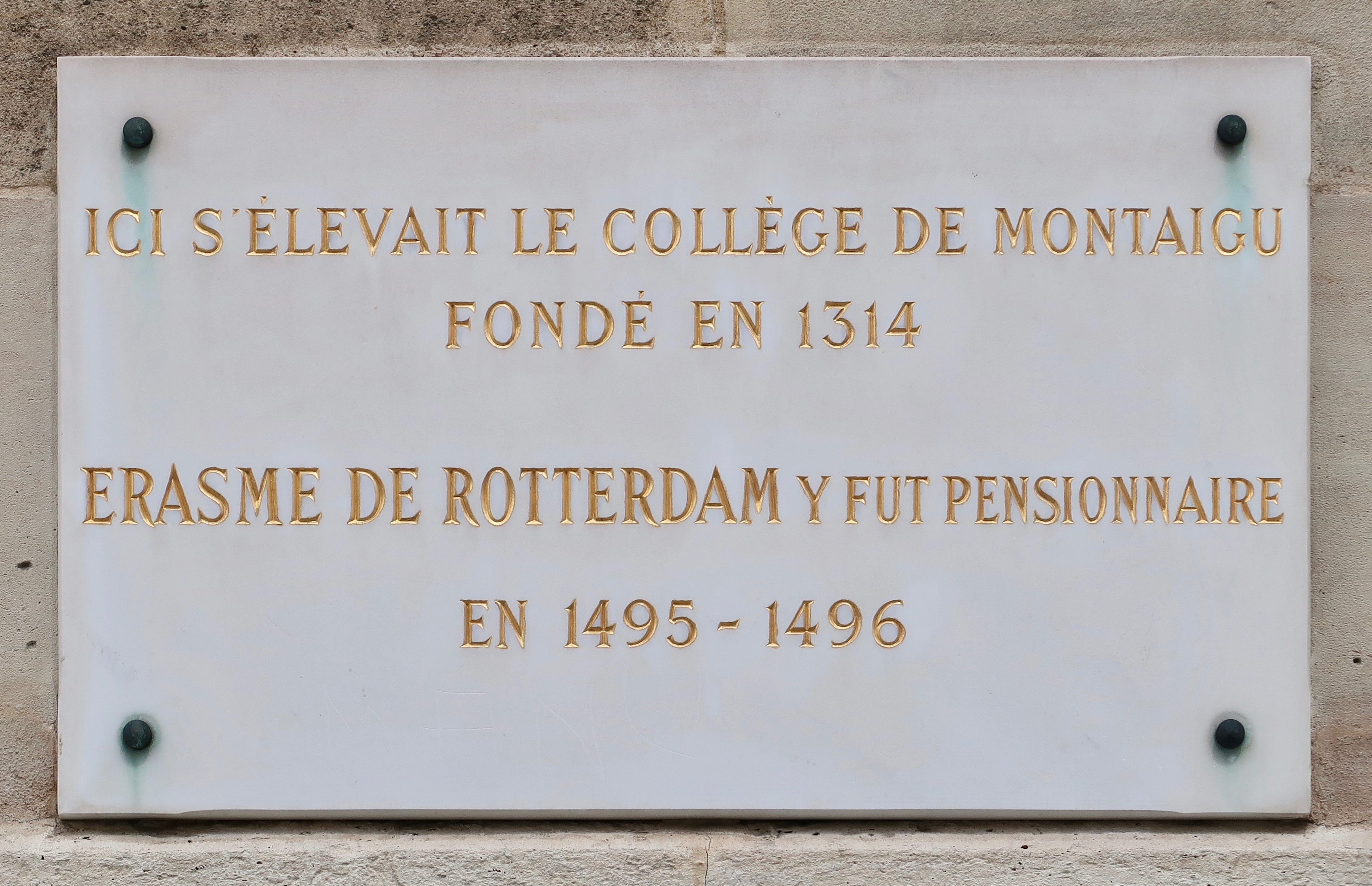
Targa sull'edificio al numero 10 in omaggio al Collège de Montaigu.
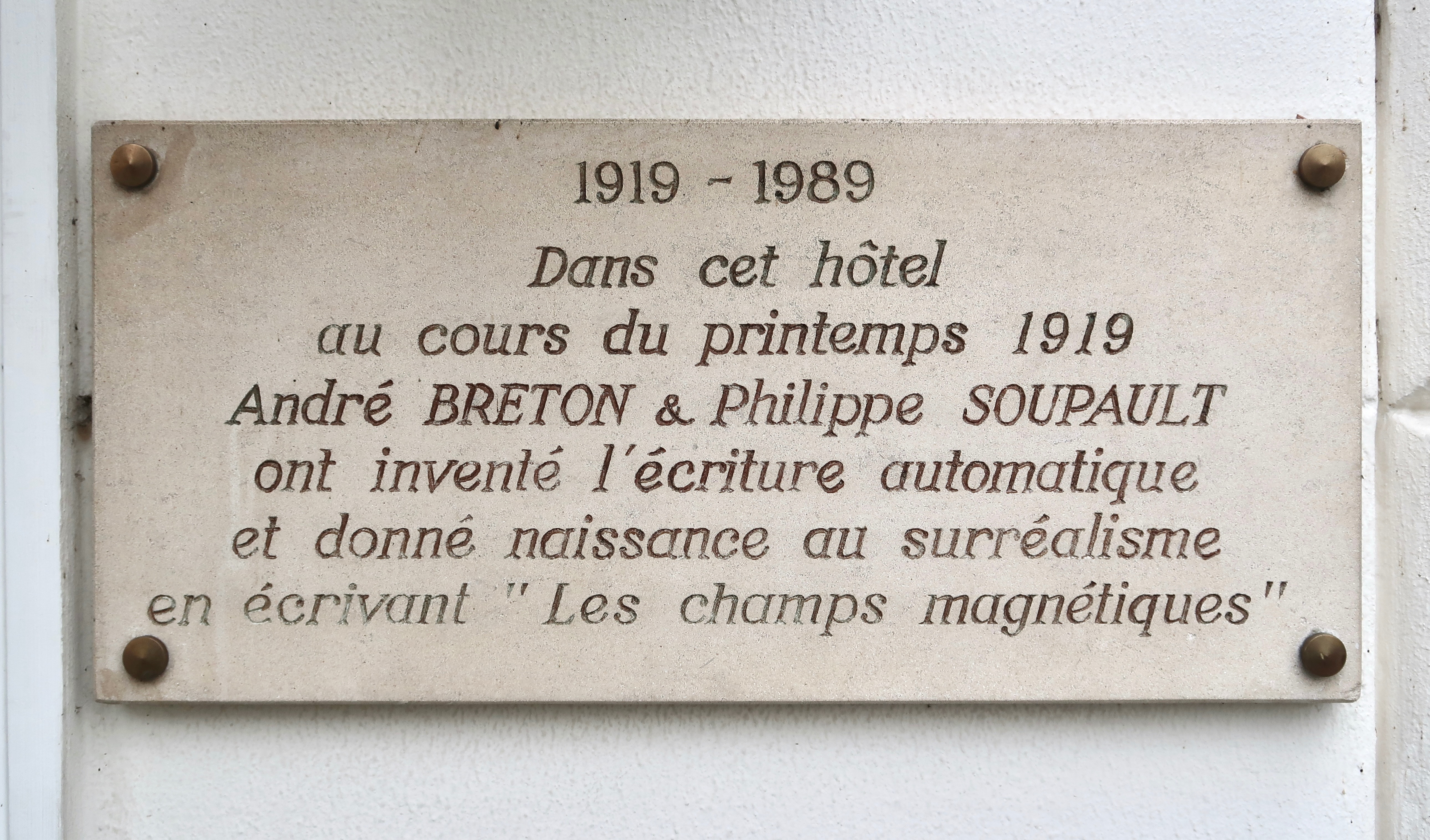
Targa sull'edificio al numero 17.
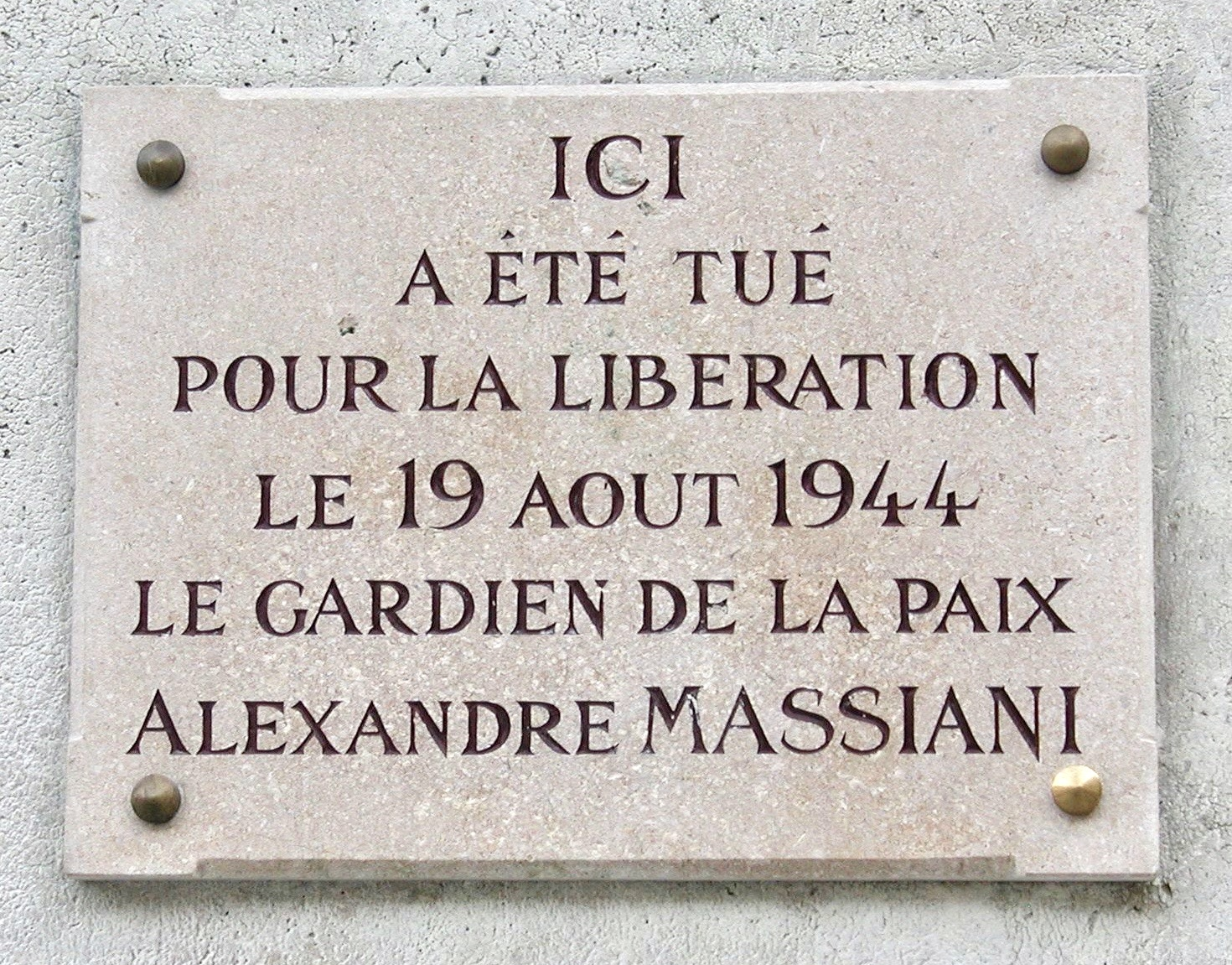
Lapide sul lato sinistro del Pantheon, in memoria di Alexandre Massiani, morto per la liberazione di Parigi.
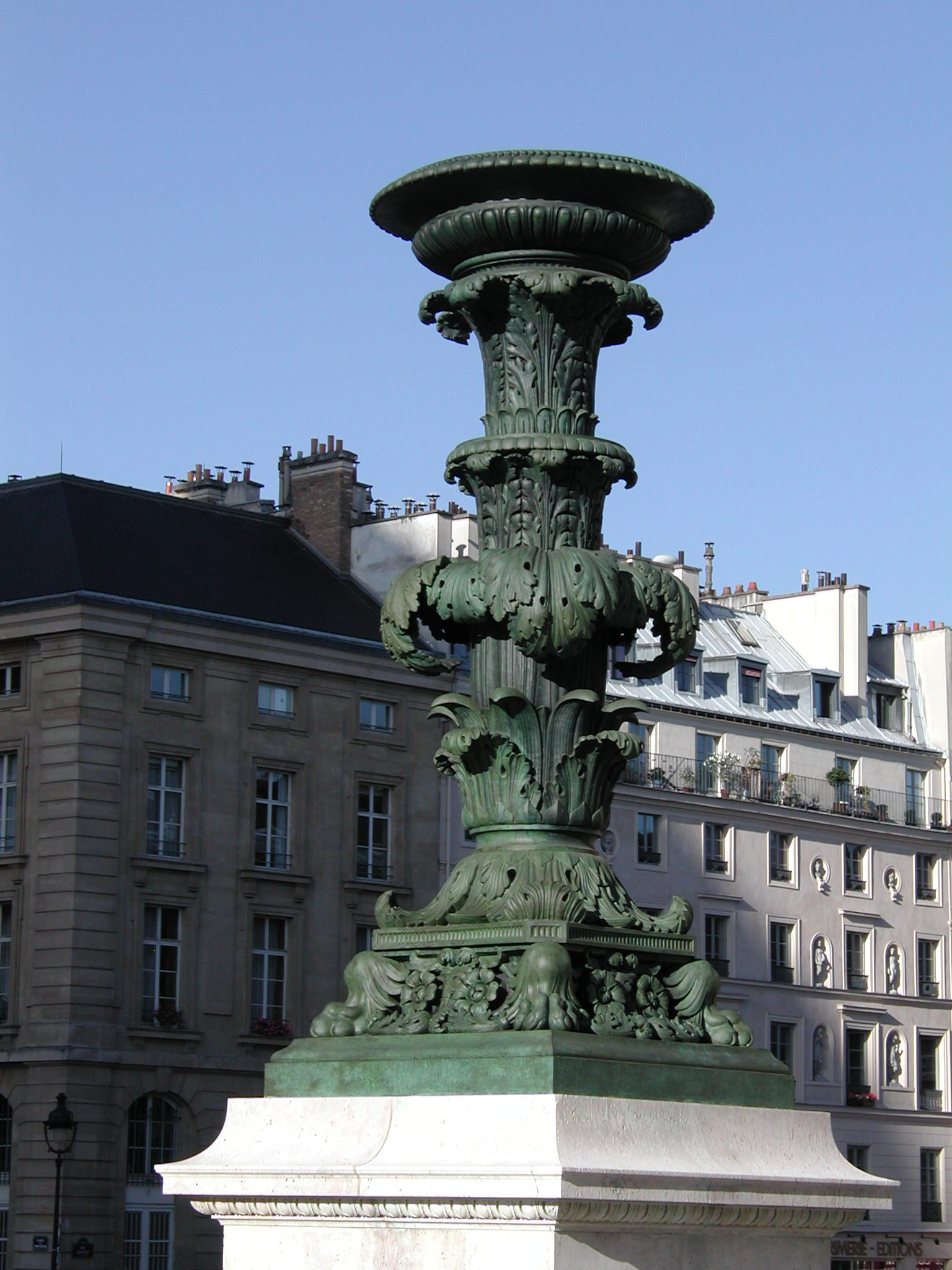
Candelabro.

## Nella cultura popolare
- Nel film L'Homme de Rio (uscito nel 1964) di Philippe de Broca, è stata girata una scena nella piazza.
- In Le Corniaud di Gérard Oury, all'inizio del film si assiste alla collisione tra la 2CV di Bourvil e la Bentley di Louis de Funès.
- In La Gifle di Claude Pinoteau, uscito nel 1974, sono presenti manifestazioni studentesche, il via vai di Lino Ventura, Isabelle Adjani, ecc.
- La canzone di Patrick Bruel Place des grands hommes, pubblicata nel 1990, si riferisce alla Place du Panthéon.